# Чалештар
Чалешта́р (перс. چالشتر‎) — небольшой город на юго-западе Ирана, в провинции Чехармехаль и Бахтиария. Входит в состав шахрестана  Шехре-Корд.
На 2006 год население составляло 6 720 человек.
Альтернативное название: Чальшотор (Chāl Shotor).

## География
Город находится в северо-восточной части Чехармехаля и Бахтиарии, в горной местности центрального Загроса, на высоте 2 067 метров над уровнем моря.
Чалештар расположен на расстоянии приблизительно 5 километров к северо-западу от Шехре-Корда, административного центра провинции и на расстоянии 365 километров к югу от Тегерана, столицы страны.